# Patara vanduzei
Patara vanduzei är en insektsart som beskrevs av Ball 1902. Patara vanduzei ingår i släktet Patara och familjen Derbidae. Inga underarter finns listade i Catalogue of Life.